# Сдобников, Эдуард Сергеевич
Эдуа́рд Серге́евич Сдо́бников (23 августа 1938, Петровка, Дальневосточный край — 11 ноября 2024) — советский спортсмен (современное пятиборье). Мастер спорта СССР, Заслуженный мастер спорта СССР по современному пятиборью (1962), двукратный чемпион мира (1962). Выступал за сборную команду СССР с 1960 по 1971 годы.
Выступал за ЦСКА (Москва, Вооружённые Силы).

## Биография
Чемпион мира (1962 — в личном зачёте и командном первенстве).
Бронзовый призёр чемпионата мира (1967) в команде. На Чемпионате мира (1971) был запасным.
Победитель IV Спартакиады народов СССР (1967) в личном первенстве.
На Чемпионатах СССР завоевал золотые медали в личном первенстве (1967) и командном зачёте (1962).
На чемпионате мира 1971 года был одним из тренеров приведших сборную СССР к победе в командном первенстве.
Подполковник ВС СССР в отставке. В период с 1975 по 1985 годы занимал руководящие посты в ЦСКА (старший тренер, начальник команды по современному пятиборью).
Умер 11 ноября 2024 года в возрасте 86 лет.